# بانک بین‌المللی جمهوری آذربایجان
بانک بین‌المللی جمهوری آذربایجان (ترکی آذربایجانی: Azərbaycan Beynəlxalq Bankı) بزرگترین بانک جمهوری آذربایجان و یک شرکت سهامی عام است که سهام آن متعلق به دولت جمهوری آذربایجان است.